# The Sound of Music (musical)
The Sound of Music (conocido en español como Sonrisas y lágrimas, El sonido de la música o La novicia rebelde dependiendo de la producción) es un musical con libreto de Howard Lindsay y Russel Crouse, música de Richard Rodgers y letras de Oscar Hammerstein II. Basado en el libro de memorias de Maria von Trapp The Story of the Trapp Family Singers, el espectáculo sitúa la acción en 1938 durante la anexión de Austria a la Alemania nazi. Maria, una joven novicia de Salzburgo, es enviada a trabajar como institutriz de los siete hijos del Capitán Georg von Trapp, un antiguo militar de la armada austrohúngara que recientemente ha quedado viudo.
La producción original de Broadway se estrenó en 1959, con Mary Martin y Theodore Bikel en los papeles protagonistas, y obtuvo cinco premios Tony, incluyendo mejor musical. Al West End londinense llegó dos años después y desde entonces ha podido verse en numerosas ocasiones a lo largo de todo el mundo. Entre sus famosas canciones destacan «Do-Re-Mi», «My Favorite Things», «Edelweiss», «Climb Ev'ry Mountain» y la propia «The Sound of Music», que se han convertido en clásicos y han sido versionadas por múltiples artistas. En 1965 fue llevado a la gran pantalla bajo la dirección de Robert Wise.

## Sinopsis
Salzburgo, 1938. Maria Rainer es una joven novicia de la abadía de Nonnberg cuyo espíritu libre y pasión por la música chocan con las rígidas normas de la congregación. Sus continuas escapadas por las montañas cercanas provocan el desconcierto del resto de monjas, que se preguntan si Maria está destinada a ser una de ellas. Para ayudarla a madurar antes de comprometerse con su vida religiosa, la madre abadesa decide enviar a Maria a servir como institutriz de los siete hijos del Capitán Georg von Trapp, un antiguo militar de la armada austrohúngara que recientemente ha quedado viudo. Al llegar a su nuevo hogar, Maria descubre que el capitán se ha vuelto un hombre huraño desde la muerte de su esposa y que los niños están siendo educados bajo una estricta disciplina sin lugar para la diversión. Poco a poco, la joven institutriz logra ganarse el cariño de sus pupilos devolviéndoles la alegría a base de juegos y canciones, pero también comienza a despertar sentimientos hacia el capitán que la hacen dudar de su futuro en la abadía. Mientras tanto, la situación en el país es cada vez más complicada debido al ascenso del nazismo y la inminente anexión de Austria al Tercer Reich.

## Producciones

### Broadway/West End
| Producción | Teatro                  | Fecha de estreno        | Fecha de cierre          | Funciones | Dirección          |
| Broadway   | Lunt-Fontanne Theatre   | 16 de noviembre de 1959 | 3 de noviembre de 1962   | 1 443     | Vincent J. Donehue |
| Broadway   | Mark Hellinger Theatre  | 6 de noviembre de 1962  | 15 de junio de 1963      | 1 443     | Vincent J. Donehue |
| West End   | Palace Theatre          | 18 de mayo de 1961      | 14 de enero de 1967      | 2 385     | Jerome Whyte       |
| West End   | Apollo Victoria Theatre | 17 de agosto de 1981    | 18 de septiembre de 1982 |           | John Fearnley      |
| Broadway   | Martin Beck Theatre     | 12 de marzo de 1998     | 20 de junio de 1999      | 533       | Susan H. Schulman  |
| West End   | London Palladium        | 15 de noviembre de 2006 | 21 de febrero de 2009    |           | Jeremy Sams        |

### España
| Producción | Producción | Teatro                | Fecha de estreno         | Fecha de cierre         | Funciones | Dirección               | Título                 |
| #1         | Madrid     | Teatro de la Zarzuela | 25 de septiembre de 1968 | 12 de enero de 1969     |           | Pablo Cabrera           | Sonrisas y lágrimas    |
| #2         | Madrid     | Teatro Príncipe       | 10 de septiembre de 1982 | 14 de noviembre de 1982 |           | Juan José Alonso Millán | El sonido de la música |
| #3         | Gira       | Varios                | 27 de diciembre de 2011  | 25 de mayo de 2014      | 762       | Jaime Azpilicueta       | Sonrisas y lágrimas    |
| #3         | Madrid     | Teatro Coliseum       | 27 de septiembre de 2012 | 2 de junio de 2013      | 762       | Jaime Azpilicueta       | Sonrisas y lágrimas    |
| #3         | Barcelona  | Teatre Tívoli         | 1 de octubre de 2013     | 2 de febrero de 2014    | 762       | Jaime Azpilicueta       | Sonrisas y lágrimas    |

### América Latina
| Producción       | Teatro                    | Fecha de estreno      | Fecha de cierre       | Dirección          | Título             |
| Ciudad de México | Teatro Ferrocarrilero     | 19 de febrero de 1976 |                       | Luis Gimeno        | La novicia rebelde |
| Ciudad de México | Teatro de los Insurgentes | 19 de marzo de 2009   | 14 de febrero de 2010 | Keith Batten       | La novicia rebelde |
| Buenos Aires     | Teatro Ópera              | 11 de marzo de 2011   | 14 de agosto de 2011  | Jonathan Butterell | La novicia rebelde |

### Otras producciones
The Sound of Music se ha representado en países como Argentina, Australia, Austria, Bélgica, Brasil, Canadá, Chile, China, Colombia, Corea del Sur, Dinamarca, España, Estados Unidos, Filipinas, Francia, Grecia, Indonesia, Irlanda, Islandia, Israel, Italia, Japón, Malasia, México, Noruega, Nueva Zelanda, Países Bajos, Panamá, Perú, Polonia, Portugal, Puerto Rico, Reino Unido, República Dominicana, Rusia, Singapur, Sudáfrica, Suecia, Tailandia o Taiwán, y ha sido traducido a multitud de idiomas.
Además de las tres producciones españolas de gran formato, una versión adaptada al catalán y de corte más sencillo pudo verse en varios teatros de Cataluña entre 2014 y 2016, bajo el título Somriures i llàgrimes.

## Adaptaciones

### Película
En 1965, The Sound of Music dio el salto a la gran pantalla con Julie Andrews y Christopher Plummer en los papeles protagonistas. Dirigida por Robert Wise, la película introdujo diversos cambios respecto a su predecesor teatral, eliminando algunos números musicales y añadiendo otros nuevos como «I Have Confidence» o «Something Good». La versión cinematográfica de The Sound of Music fue la cinta más taquillera de 1965 y en la 38.ª edición de los premios Óscar se impuso en cinco categorías, entre ellas mejor película.

### Televisión
The Sound of Music ha tenido dos adaptaciones en vivo para la televisión. La primera de ellas fue emitida por la NBC el 5 de diciembre de 2013 y contó con un reparto liderado por Carrie Underwood y Stephen Moyer. Dos años después, la cadena británica ITV produjo una nueva versión protagonizada por Kara Tointon y Julian Ovenden que vio la luz el 20 de diciembre de 2015.

## Números musicales
Producción original de Broadway
| Acto I - «Preludium» - «The Sound of Music» - «Maria» - «My Favorite Things» - «Do-Re-Mi» - «You Are Sixteen» - «The Lonely Goatherd» - «How Can Love Survive?» - «The Sound of Music (Reprise)» - «Ländler» - «So Long, Farewell» - «Climb Every Mountain» | Acto II - «No Way to Stop It» - «Ordinary Couple» - «Wedding Processional» - «You Are Sixteen (Reprise)» - «Do-Re-Mi (Reprise)» - «Edelweiss» - «So Long, Farewell (Reprise)» - «Climb Every Mountain (Reprise)» |

Producción de Broadway de 1998
| Acto I - «Preludium» - «The Sound of Music» - «Maria» - «I Have Confidence» † - «Do-Re-Mi» - «Sixteen Going on Seventeen» - «My Favorite Things» - «How Can Love Survive?» - «The Sound of Music (Reprise)» - «Ländler» - «So Long, Farewell» - «Morning Hymn» - «Climb Every Mountain» | Acto II - «Opening Act II» - «No Way to Stop It» - «Something Good» † - «Wedding Processional» - «Sixteen Going on Seventeen (Reprise)» - «The Lonely Goatherd» - «Edelweiss» - «So Long, Farewell (Reprise)» - «Finale Ultimo» |

† Escrito para la adaptación cinematográfica de 1965 (letra de Richard Rodgers)

## Repartos originales

### Broadway/West End
| Personaje               | Broadway (1959)  | West End (1961)     | West End (1981) | Broadway (1998) | West End (2006)  |
| Maria Rainer            | Mary Martin      | Jean Bayless        | Petula Clark    | Rebecca Luker   | Connie Fisher    |
| Capitán Georg von Trapp | Theodore Bikel   | Roger Dann          | Michael Jayston | Michael Siberry | Alexander Hanson |
| Madre abadesa           | Patricia Neway   | Constance Shacklock | June Bronhill   | Patti Cohenour  | Lesley Garrett   |
| Elsa Schraeder          | Marion Marlowe   | Eunice Gayson       | Honor Blackman  | Jan Maxwell     | Lauren Ward      |
| Max Detweiler           | Kurt Kasznar     | Harold Kasket       | John Bennett    | Fred Applegate  | Ian Gelder       |
| Liesl von Trapp         | Lauri Peters     | Barbara Brown       | Claire Parker   | Sara Zelle      | Sophie Bould     |
| Rolf Gruber             | Brian Davies     | Nicholas Bennett    | Paul Shearstone | Dashiell Eaves  | Neil McDermott   |
| Hermana Berthe          | Elizabeth Howell | Silvia Beamish      | Mary Dee        | Gina Ferrall    | Claire Massie    |
| Hermana Margaretta      | Muriel O'Malley  | Olive Gilbert       | Patricia Conti  | Jeanne Lehman   | Susie Fenwick    |
| Hermana Sophia          | Karen Shepard    | Lynn Kennington     | Sandra Carrier  | Ann Brown       | Elen Mon Wayne   |

### España
| Personaje               | Madrid (1968)        | Madrid (1982)     | Gira (2011)      |
| Maria Rainer            | Camille Carrión      | Pilar Barbero     | Silvia Luchetti  |
| Capitán Georg von Trapp | Alfredo Mayo         | Pastor Serrador   | Carlos J. Benito |
| Madre abadesa           | Josefina de la Torre | Pilar Abarca      | Noemí Mazoy      |
| Elsa Schraeder          | Elder Barber         | Marisol Ayuso     | Loreto Valverde  |
| Max Detweiler           | Roberto Rey          | Rafael Guerrero   | Jorge Lucas      |
| Liesl von Trapp         | María Jesús Aguirre  | María Luisa Bemal | Yolanda García   |
| Rolf Gruber             | Francisco Cecilio    | Manuel Aguilar    | Paris Martín     |
| Hermana Berthe          | Carmen Guardón       | Marisa Ruz        | Amparo Saizar    |
| Hermana Margaretta      | María Rus            | Paloma Siles      | Angels Jiménez   |
| Hermana Sophia          | Asunción Molero      | Milagros Martín   | Lourdes Zamalloa |

Reemplazos destacados en la producción de 2011
- Capitán Georg von Trapp: Carlos Hipólito, Joan Crosas
- Max Detweiler: Ángel Padilla
- Hermana Sophia: Noemí Gallego

### América Latina
| Personaje               | Ciudad de México (1976) | Ciudad de México (2009) | Buenos Aires (2011)   |
| Maria Rainer            | Lupita D'Alessio        | Bianca Marroquín        | Laura Conforte        |
| Capitán Georg von Trapp | Enrique Álvarez Félix   | Lisardo Guarinos        | Diego Ramos           |
| Madre abadesa           | Marta Félix             | Olivia Bucio            | Patricia Ana González |
| Elsa Schraeder          |                         | Yolanda Orrantia        | Coni Marino           |
| Max Detweiler           |                         | Iván Caraza             | Rodolfo Valss         |
| Liesl von Trapp         | Rocío Banquells         | Carmen Sarahí           | Julieta Nair Calvo    |
| Rolf Gruber             | Porfirio Bas            | Enrique del Olmo        | Fernando Dente        |
| Hermana Berthe          |                         | Angie Vega              | Giannina Giunta       |
| Hermana Margaretta      |                         | Sandra Gaertner         | Georgina Frere        |
| Hermana Sophia          |                         | Alicia Paola            |                       |

### Adaptaciones
| Personaje               | Película (1965)     | NBC (2013)       | ITV (2015)          |
| Maria Rainer            | Julie Andrews       | Carrie Underwood | Kara Tointon        |
| Capitán Georg von Trapp | Christopher Plummer | Stephen Moyer    | Julian Ovenden      |
| Madre abadesa           | Peggy Wood          | Audra McDonald   | Maria Friedman      |
| Elsa Schraeder          | Eleanor Parker      | Laura Benanti    | Katherine Kelly     |
| Max Detweiler           | Richard Haydn       | Christian Borle  | Alexander Armstrong |
| Liesl von Trapp         | Charmian Carr       | Ariane Rinehart  | Evelyn Hoskins      |
| Rolf Gruber             | Daniel Truhitte     | Michael Campayno | Jon Tarcy           |
| Hermana Berthe          | Portia Nelson       | Jessica Molaskey | Norma Atallah       |
| Hermana Margaretta      | Anna Lee            | Christiane Noll  | Julie Atherton      |
| Hermana Sophia          | Marni Nixon         | Elena Shaddow    | Imelda de los Reyes |

## Grabaciones
Existen multitud de álbumes interpretados en sus respectivos idiomas por los elencos de las diferentes producciones que se han estrenado a lo largo de todo el mundo, además de la banda sonora de la versión cinematográfica y numerosas grabaciones de estudio.

## Premios y nominaciones

### Producción original de Broadway
| Año  | Premio                     | Categoría                                  | Nominado                                                                                                 | Resultado |
| ---- | -------------------------- | ------------------------------------------ | --- | --------- |
| 1960 | Tony Award                 | Mejor musical                              | Mejor musical                                                                                            | Ganador   |
| 1960 | Tony Award                 | Mejor actriz principal en un musical       | Mary Martin                                                                                              | Ganadora  |
| 1960 | Tony Award                 | Mejor actor de reparto en un musical       | Theodore Bikel                                                                                           | Nominado  |
| 1960 | Tony Award                 | Mejor actor de reparto en un musical       | Kurt Kasznar                                                                                             | Nominado  |
| 1960 | Tony Award                 | Mejor actriz de reparto en un musical      | Patricia Neway                                                                                           | Ganadora  |
| 1960 | Tony Award                 | Mejor actriz de reparto en un musical      | Kathy Dunn, Lauri Peters, Mary Susan Locke, Marilyn Rogers, Evanna Lien, William Snowden, Joseph Stewart | Nominadas |
| 1960 | Tony Award                 | Mejor dirección en un musical              | Vincent J. Donehue                                                                                       | Nominado  |
| 1960 | Tony Award                 | Mejor dirección musical                    | Frederick Dvonch                                                                                         | Ganador   |
| 1960 | Tony Award                 | Mejor diseño de escenografía en un musical | Oliver Smith                                                                                             | Ganador   |
| 1960 | Theatre World Award        | Theatre World Award                        | Lauri Peters                                                                                             | Ganadora  |
| 1967 | Outer Critics Circle Award | Premio especial                            | Constance Towers                                                                                         | Ganadora  |

### Producción de Broadway de 1988
| Año  | Premio                     | Categoría                             | Nominado                       | Resultado |
| ---- | -------------------------- | ------------------------------------- | ------------------------------ | --------- |
| 1998 | Tony Award                 | Mejor revival de un musical           | Mejor revival de un musical    | Nominado  |
| 1998 | Drama Desk Award           | Mejores orquestaciones                | Bruce Coughlin                 | Nominado  |
| 1998 | Outer Critics Circle Award | Mejor revival de un musical           | Mejor revival de un musical    | Nominado  |
| 1998 | Outer Critics Circle Award | Mejor actriz en un musical            | Rebecca Luker                  | Nominada  |
| 1998 | Outer Critics Circle Award | Mejor actriz de reparto en un musical | Jan Maxwell                    | Nominada  |
| 1998 | Outer Critics Circle Award | Mejor diseño de escenografía          | Heidi Ettinger                 | Nominada  |
| 1998 | Drama League Award         | Mejor producción de un musical        | Mejor producción de un musical | Nominado  |

### Producción española de 2011
| Año  | Premio                    | Categoría                     | Nominado                | Resultado |
| ---- | ------------------------- | ----------------------------- | ----------------------- | --------- |
| 2014 | Premio del Teatro Musical | Mejor musical                 | Mejor musical           | Nominado  |
| 2014 | Premio del Teatro Musical | Mejor dirección de escena     | Jaime Azpilicueta       | Nominado  |
| 2014 | Premio del Teatro Musical | Mejor dirección musical       | Julio Awad              | Ganador   |
| 2014 | Premio del Teatro Musical | Mejor coreografía             | Federico Barrios        | Ganador   |
| 2014 | Premio del Teatro Musical | Mejor escenografía            | Ricardo Sánchez Cuerda  | Ganador   |
| 2014 | Premio del Teatro Musical | Mejor diseño de iluminación   | Carlos Torrijos         | Nominado  |
| 2014 | Premio del Teatro Musical | Mejor diseño de sonido        | Gastón Briski           | Ganador   |
| 2014 | Premio del Teatro Musical | Mejor maquillaje y peluquería | Laura Rodríguez Domingo | Nominada  |
| 2014 | Premio del Teatro Musical | Mejor figurinista             | Gabriela Salaverri      | Nominada  |
| 2014 | Premio del Teatro Musical | Mejor actriz protagonista     | Silvia Luchetti         | Nominada  |
| 2014 | Premio del Teatro Musical | Mejor actor protagonista      | Carlos Hipólito         | Ganador   |
| 2014 | Premio del Teatro Musical | Mejor actriz de reparto       | Amparo Saizar           | Nominada  |
| 2014 | Premio del Teatro Musical | Mejor actriz de reparto       | Angels Jiménez          | Nominada  |
| 2014 | Premio del Teatro Musical | Actriz revelación             | Yolanda García          | Nominada  |